# Wereldkampioenschappen baanwielrennen 1968
De wereldkampioenschappen baanwielrennen 1968 werden gehouden van 26 tot en met 29 augustus 1968 in het Italiaanse Rome voor de professionele mannen en de vrouwen. De wedstrijden voor de amateurs werden in het Uruguayaanse Montevideo beslecht. Er stonden elf onderdelen op het programma, drie voor beroepsrenners, zes voor amateurs en twee voor vrouwen.

## Uitslagen

### Beroepsrenners
| Onderdeel     | Goud              | Goud                | Zilver        | Zilver     | Brons               | Brons                    |
| ------------- | ----------------- | ------------------- | ------------- | ---------- | ------------------- | ------------------------ |
| Sprint        | Giuseppe Beghetto | Italië              | Patrick Sercu | België     | Giovanni Pettenella | Italië                   |
| Achtervolging | Hugh Porter       | Verenigd Koninkrijk | Ole Ritter    | Denemarken | Leandro Faggin      | Italië                   |
| Stayeren      | Leo Proost        | België              | Piet de Wit   | Nederland  | Rudolph Ehrenfried  | Bondsrepubliek Duitsland |

### Amateurs
| Onderdeel            | Goud                                                               | Goud       | Zilver                                                                                         | Zilver           | Brons                                                          | Brons       |
| -------------------- | ------------------------------------------------------------------ | ---------- | ---------------------------------------------------------------------------------------------- | ---------------- | -------------------------------------------------------------- | ----------- |
| 1 kilometer          | Niels Fredborg                                                     | Denemarken | Jack Simes                                                                                     | Verenigde Staten | Gianni Sartori                                                 | Italië      |
| Sprint               | Luigi Borghetti                                                    | Italië     | Niels Fredborg                                                                                 | Denemarken       | Robert Vanlancker                                              | België      |
| Achtervolging        | Mogens Frey Jensen                                                 | Denemarken | Xaver Kurmann                                                                                  | Zwitserland      | Lorenzo Bosisio                                                | Italië      |
| Ploegenachtervolging | Cipriano Chemello Lorenzo Bosisio Giorgio Morbiato Luigi Roncaglia | Italië     | Carlos Alvarez Seidanes Juan Alves Gordon Ernesto Contreras Vasquez Juan-Alberto Merlos Toledo | Argentinië       | Erik Pettersson Tomas Pettersson Gösta Pettersson Josef Ripfel | Zweden      |
| Stayeren             | Giuseppe Grassi                                                    | Italië     | Cees Stam                                                                                      | Nederland        | Benny Herger                                                   | Zwitserland |
| Tandem               | Walter Gorini Giordano Turrini                                     | Italië     | Daniël Goens Robert Vanlancker                                                                 | België           | Sanji Inoue Takao Mandarame                                    | Japan       |

### Vrouwen
| Onderdeel     | Goud              | Goud        | Zilver            | Zilver              | Brons                  | Brons       |
| ------------- | ----------------- | ----------- | ----------------- | ------------------- | ---------------------- | ----------- |
| Sprint        | Alla Baguiniantz  | Sovjet-Unie | Irina Kiritchenko | Sovjet-Unie         | Galina Ermolaeva       | Sovjet-Unie |
| Achtervolging | Raisa Obodovskaya | Sovjet-Unie | Beryl Burton      | Verenigd Koninkrijk | Keetie van Oosten-Hage | Nederland   |

### Medaillespiegel
| Plaats | Land                     | Goud | Zilver | Brons | Totaal |
| 1      | Italië                   | 5    | 0      | 4     | 9      |
| 2      | Denemarken               | 2    | 2      | 0     | 4      |
| 3      | Sovjet-Unie              | 2    | 1      | 1     | 4      |
| 4      | België                   | 1    | 2      | 1     | 4      |
| 5      | Verenigd Koninkrijk      | 1    | 1      | 0     | 2      |
| 6      | Nederland                | 0    | 2      | 1     | 3      |
| 7      | Zwitserland              | 0    | 1      | 1     | 2      |
| 8      | Verenigde Staten         | 0    | 1      | 0     | 1      |
| 8      | Argentinië               | 0    | 1      | 0     | 1      |
| 10     | Bondsrepubliek Duitsland | 0    | 0      | 1     | 1      |
| 10     | Japan                    | 0    | 0      | 1     | 1      |
| 10     | Zweden                   | 0    | 0      | 1     | 1      |
| Totaal | Totaal                   | 11   | 11     | 11    | 33     |